# Pokój straceń
Pokój straceń (ang. The Kill Room) – powieść Jeffery’ego Deavera, dziesiąta część serii, w której pojawia się Lincoln Rhyme i Amelia Sachs. Wydana w Polsce w 2013 roku.

## Fabuła
Lincoln Rhyme i Amelia Sachs prowadzą śledztwo w sprawie zabójstwa Roberta Moreno, który był podejrzewany o przeprowadzenie zamachu na koncern naftowy. Detektywi podejrzewają, że zabójstwa dokonano na zlecenie służb specjalnych. By odkryć prawdę Sachs usiłuje odtworzyć przebieg wydarzeń poprzedzający zabójstwo i pobyt denata w Nowym Jorku, natomiast Rhyme udaje się na Bahamy, by zebrać dowody zbrodni.